# Leia nigrocornis
Leia nigrocornis är en tvåvingeart som beskrevs av Van Duzee 1928. Leia nigrocornis ingår i släktet Leia och familjen svampmyggor.
Artens utbredningsområde är Alaska. Inga underarter finns listade i Catalogue of Life.